# Mungwi (Sambia)
Mungwi ist eine Kleinstadt etwas östlich von Kasama in der Nordprovinz in Sambia. Sie liegt etwa 1370 Meter über dem Meeresspiegel und hat 12.536 Einwohner (2022). Sie ist der Verwaltungssitz des gleichnamigen Distrikts.